# 6274 Taizaburo
6274 Taizaburo (1992 FV) là một tiểu hành tinh vành đai chính được phát hiện ngày 23 tháng 3 năm 1992 bởi Endate & Watanabe ở Kitami.